# Dusona vicina
Dusona vicina är en stekelart som först beskrevs av Léon Abel Provancher 1874.  Dusona vicina ingår i släktet Dusona och familjen brokparasitsteklar. Inga underarter finns listade i Catalogue of Life.